# ぱんでみっく!!
「ぱんでみっく!!」は、Team.ねこかん[猫] featuring.米倉千尋名義で発売されたTeam.ねこかん[猫]のメジャー2枚目のシングル。2011年5月25日にスターチャイルドから発売された。

## 解説
前作「ツナグキズナ」以来約半年振りのシングルで、表題曲・カップリング共にフィーチャリングアーティスト（ボーカル担当として）として米倉千尋が参加している。ジャケットには、『よんでますよ、アザゼルさん。』の登場キャラクター、アザゼル篤史がプリントされている。
表題曲「ぱんでみっく!!」について、Team.ねこかん[猫]のボーカルnyanyannya曰く「候補として10曲程度出して、その中から選りすぐって決まりました」と語っており、また「アニメが「悪魔」っていうテーマだったんですけど、「かわいい悪魔」だったので、「かわいい部分」と「怖い部分」をいかに出すかにこだわりました」とも語っている(実際、歌詞は悪魔召還の呪文っぽく書かれている)。

## 収録曲
（全作詞：nyanyannya、編曲：Team.ねこかん[猫]）
1. ぱんでみっく!! [3:47]
作曲：sham
テレビアニメ『よんでますよ、アザゼルさん。』オープニングテーマ
2. Like a Party [3:36]
作曲：nyanyannya
同アニメエンディングテーマ（最終話のみ）
3. ぱんでみっく!! （off vocal ver.）
4. Like a Party （off vocal ver.）